# USS New Orleans (LPD-18)
El USS New Orleans (LPD-18) es un LPD (landing platform dock) de la clase San Antonio en servicio con la Armada de los Estados Unidos. Entró en servicio activo en 2007. Su nombre refiere a la ciudad de Nueva Orleans, Luisiana.

## Historial de servicio

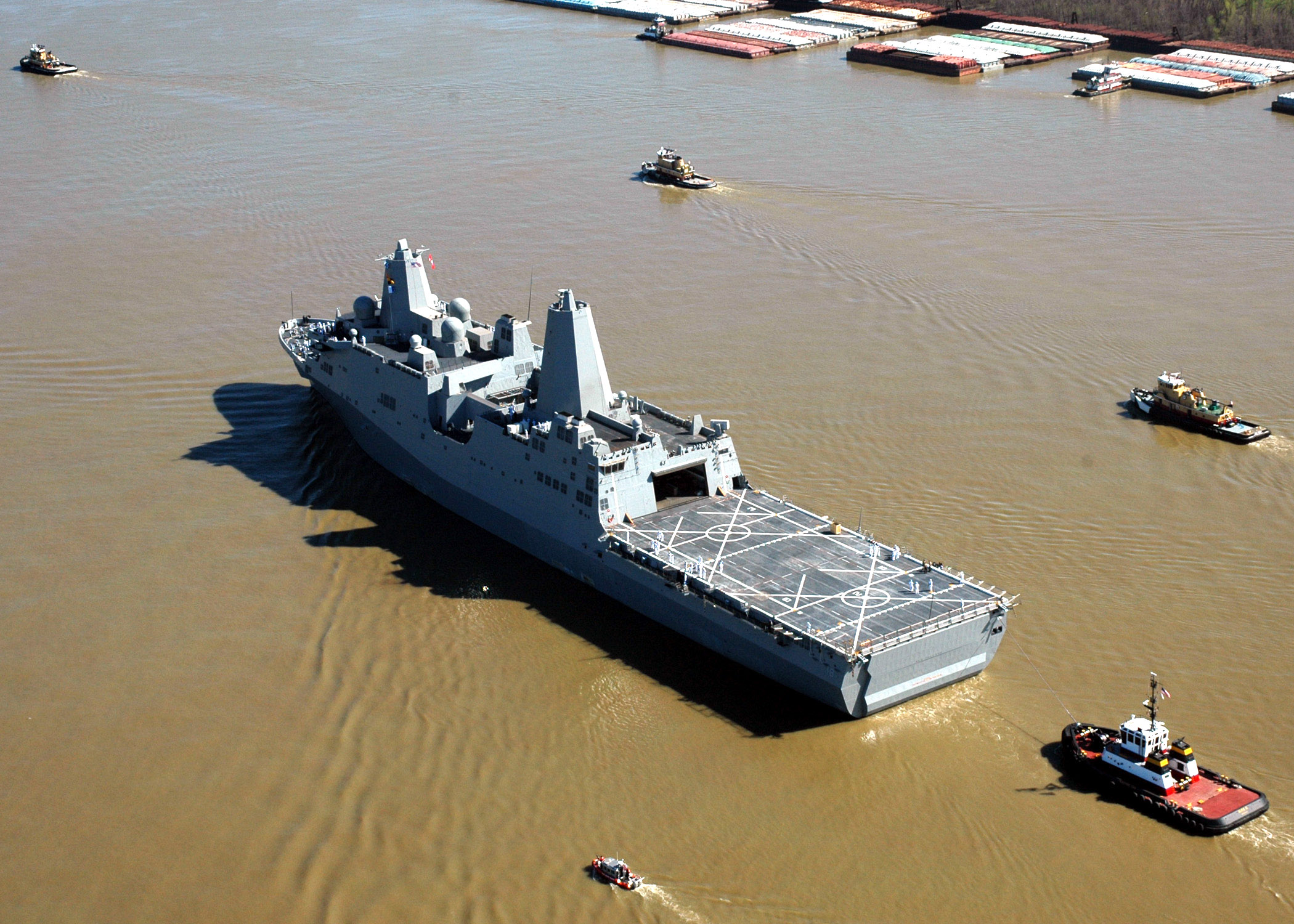
Vista del cuarto de babor del USS New Orleans, año 2007.

El 20 de marzo de 2009 el New Orleans se vio involucrado en una colisión contra el submarino de ataque USS Hartford de la clase Los Angeles. Hubo 15 heridos.